# Søfartens Ledere
Søfartens Ledere er en dansk landsdækkende fagforening for styrmænd, skibsførere, duale skibsofficerer, maskinmestre, havnefolk, lodser og en række faggrupper inden for det maritime erhverv.
Navnet Søfartens Ledere blev valgt i 2006 som afløser for navnet Dansk Navigatørforening, der blev brugt første gang i 1897.
Dansk Navigatørforening blev oprettet for at etablere en bredere forening end Danmarks Skibsførerforening fra 1874, hvor medlemskab forudsatte erhvervet skibsførerbevis.

## Ekstern henvisning og kilde
- Søfartens Lederes hjemmeside